# کیم ویلووگبی
کیم ویلووگبی (انگلیسی: Kim Willoughby؛ زادهٔ ۷ نوامبر ۱۹۸۰) یک بازیکن والیبال اهل ایالات متحده آمریکا، که در حال حاضر عضو تیم ملی والیبال زنان آمریکا و باشگاه ایندیاس است. او در سال ۲۰۰۸ به مدال نقره المپیک دست یافت.